# Dala station
Dala station i Dala socken i Falköpings kommun var en station vid Hjo-Stenstorps Järnväg. Stationen invigdes den 12 november 1873 och lades ner den 1 september 1967. Stationen byggdes cirka två kilometer från Dala kyrkby och den första tiden låg stationen relativt isolerat, men med tiden växte bebyggelsen upp kring stationen. Ett 3 kilometer lång stickspår anlades 1904 till Stenåsens kalkbruk samtidigt som bruket expanderade, stickspåret gick parallellt med huvudspåret mot Stenstorp cirka 1400 meter fram till Dala station. Stickspåret lades ner 1927 samtidigt med kalkbruket.  År 1914 anlades Dala kvarn på ett område intill Dala järnvägsstation.

## Dala kvarn
Strax öster om stationen byggdes 1914 en kvarn, som drog nytta av de goda transportmöjligheterna på järnvägen. Under den första tiden drevs kvarnen som en andelsförening, runt 1920 övergick kvarnen i enskild ägo. Från början drevs kvarnen av en tändkulemotor, men på början 1920-talet elektrifierades kvarnen och bytte namn till Dala Elektriska Valskvarn. På 1930-talet uppfördes ett valssliperi. Där renoverades och slipades slitna kvarnvalsar under somrarna. Då inte bara till Dala kvarn, utan till många andra kvarnar i trakten. Malningsrättigheterna såldes på 1960-talet till Kungsörnen, samtidigt som kvarnens sortiment utökades med ett foderprogram för husdjur. Fram till 1983 tillverkade kvarnen korngryn till Skaraborgs nationalrätt Grynkorven. Sedan 1982 har företaget tillverkat hundfoder och företaget heter numera Svenska Hundfoder.